# Romos, Hunedoara
Romos (în dialectul săsesc Rumes, în germană Rumessdorf, Rumes, Romos, Ram, în maghiară Romosz, Szászromosz, în trad. Romosul săsesc) este satul de reședință al comunei cu același nume din județul Hunedoara, Transilvania, România.

## Istoric
Prima atestare documentară este din anul 1206: hospitibus regni de villa Rams.
În evul mediu a fost locuit de sași.
Localitatea este cunoscută datorită Studentului Romoșean (în germană Rumeser Student), un tânăr călugăr dominican din Sebeș, deportat în Turcia cu ocazia prădării orașului în sec. al XV-lea (1438). A publicat lucrarea Tractatus de ritu et moribus Turcorum, reeditată la Nürnberg de Martin Luther și publicată în limba română în anul 2017.
Din 1891 până în 1924 preot evanghelic al satului a fost cărturarul Albert Amlacher.

## Lăcașuri de cult
Centrul comunal Romos adăpostește trei edificii ecleziastice de confesiuni diferite: ortodoxă, greco-catolică și luterană. 

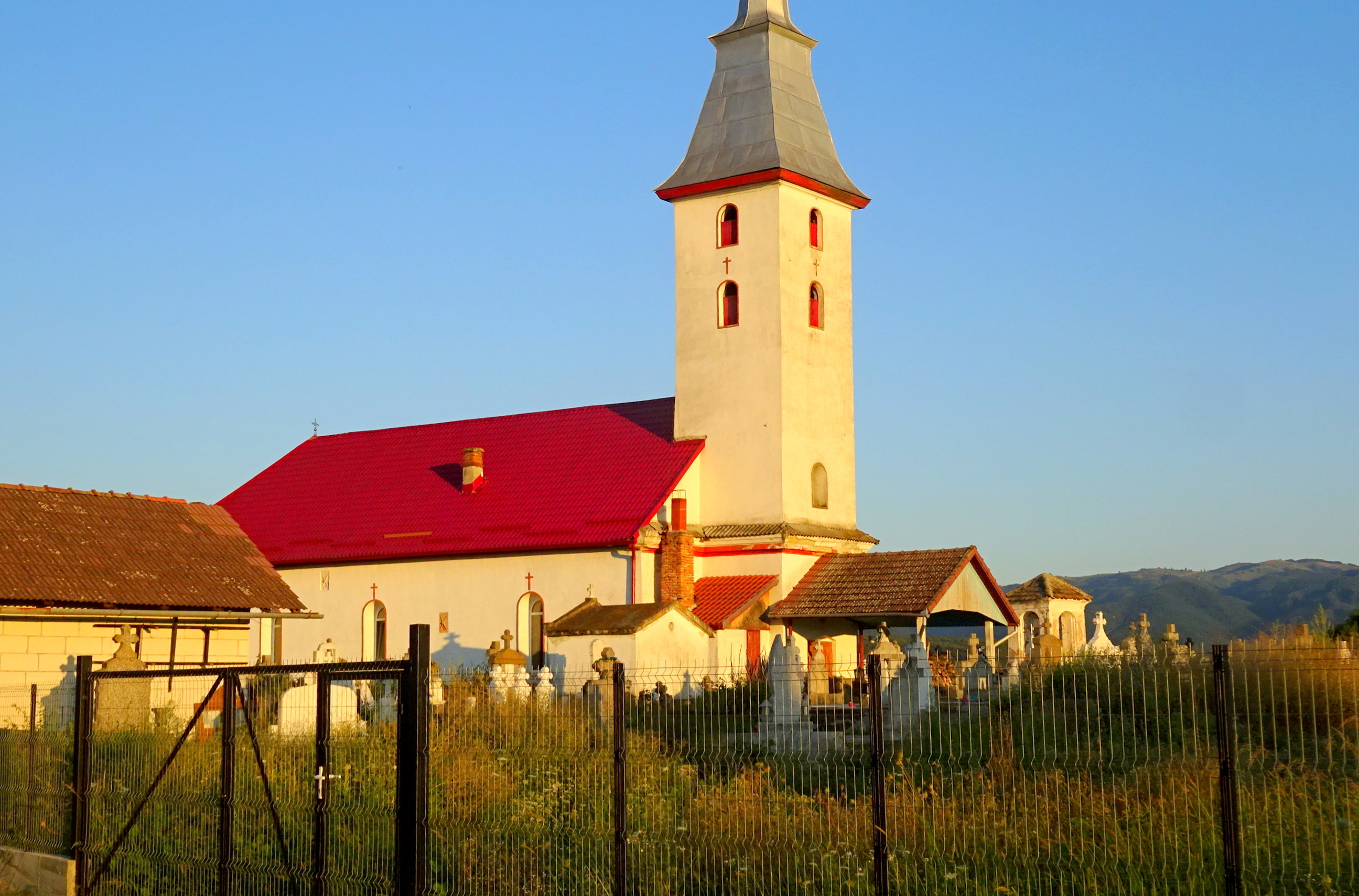
Biserica Înălțarea Domnului din Romos

Pe coama uni deal a fost construită, în anul 1775, biserica ortodoxă „Înălțarea Domnului”, o construcție dreptunghiulară, de mari dimensiuni, cu absida nedecroșată, poligonală, cu trei laturi. Accesul la interior se face prin două intrări, amplasate pe laturile de sud și de vest ale edificiului; în dreptul celei din urmă a fost adosat un pridvor deschis din lemn. Turnul-clopotniță suplu domină, prin fleșa sa ascuțită, învelită în tablă, colinele dimprejur; la acoperișul propriu-zis s-a folosit țigla. Lăcașul, renovat în anii 1905, 1943, 1975, 1982, 1989-1991 și 2002, a fost reîmpodobit iconografic în anii 1989-1990 de pictorii Teodora și Ilie Sterescu; cel dintâi decor mural, executat de Antonie Steff din Hondol, data din 1926. Sfințiri s-au făcut în anii 1975 și 2001.
La mică distanță se găsește biserica unită „Adormirea Maicii Domnului”, construită în anul 1823, în timpul păstoririi preotului Vasile Romoșan, cu 4506 florini, vărsați din „cassa allodială”; conscripția din anii 1829-1831 o menționează în funcțiune. Pereții înalți ai edificiului înscriu planul dreptunghiular, cu absida rectangulară, decroșată. Turnul-clopotniță este prevăzut cu un coif piramidal, învelit în tablă; la acoperișul propriu-zis s-a folosit țigla. În dreptul unicei intrări apusene a fost adosat un pridvor deschis de zid. Interiorul bisericii a rămas nepictat.

## Imagini

Gospodărie săsească din Romos, lângă Orăştie, 3 mai 1914
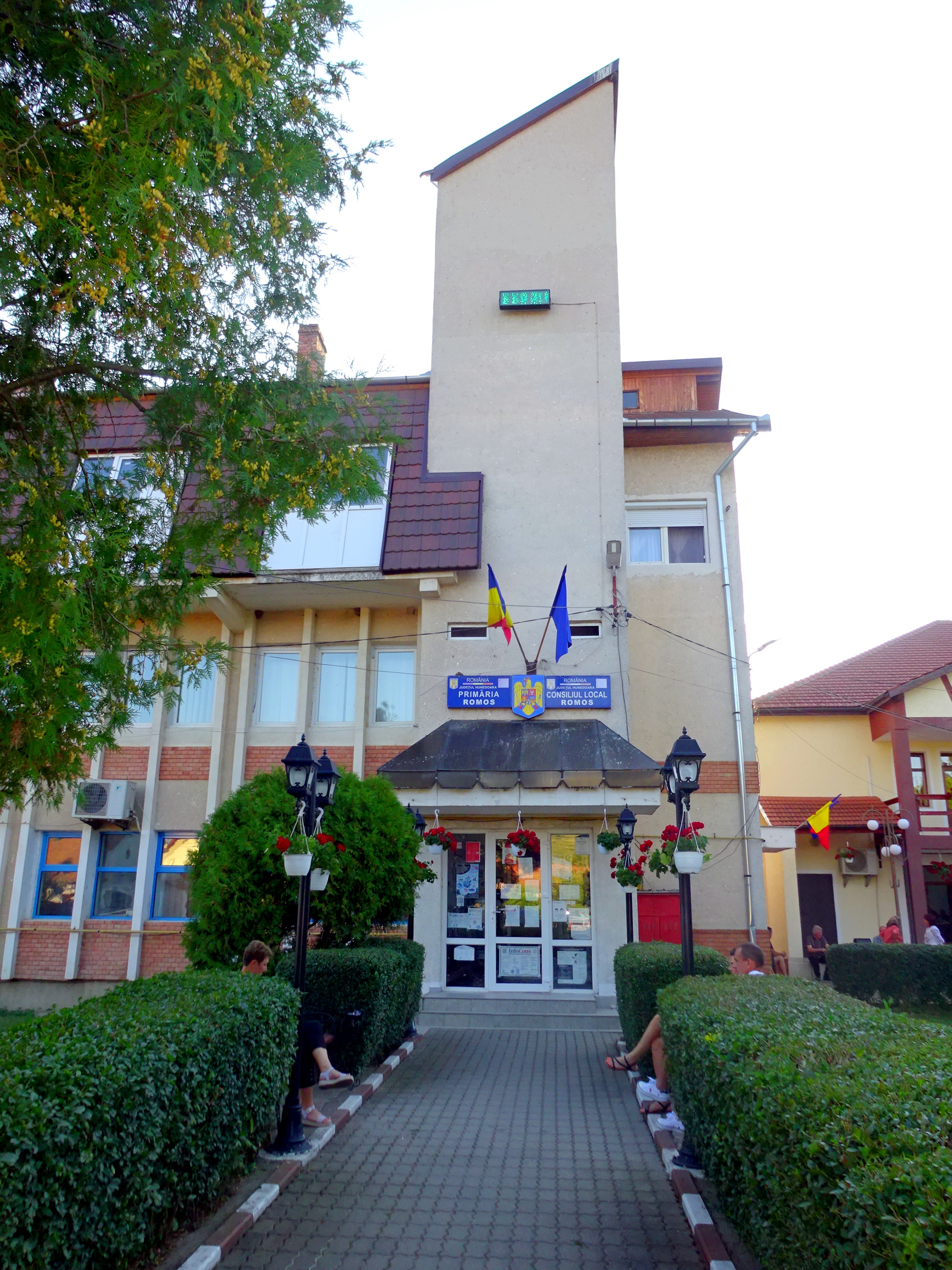
Primăria comunei
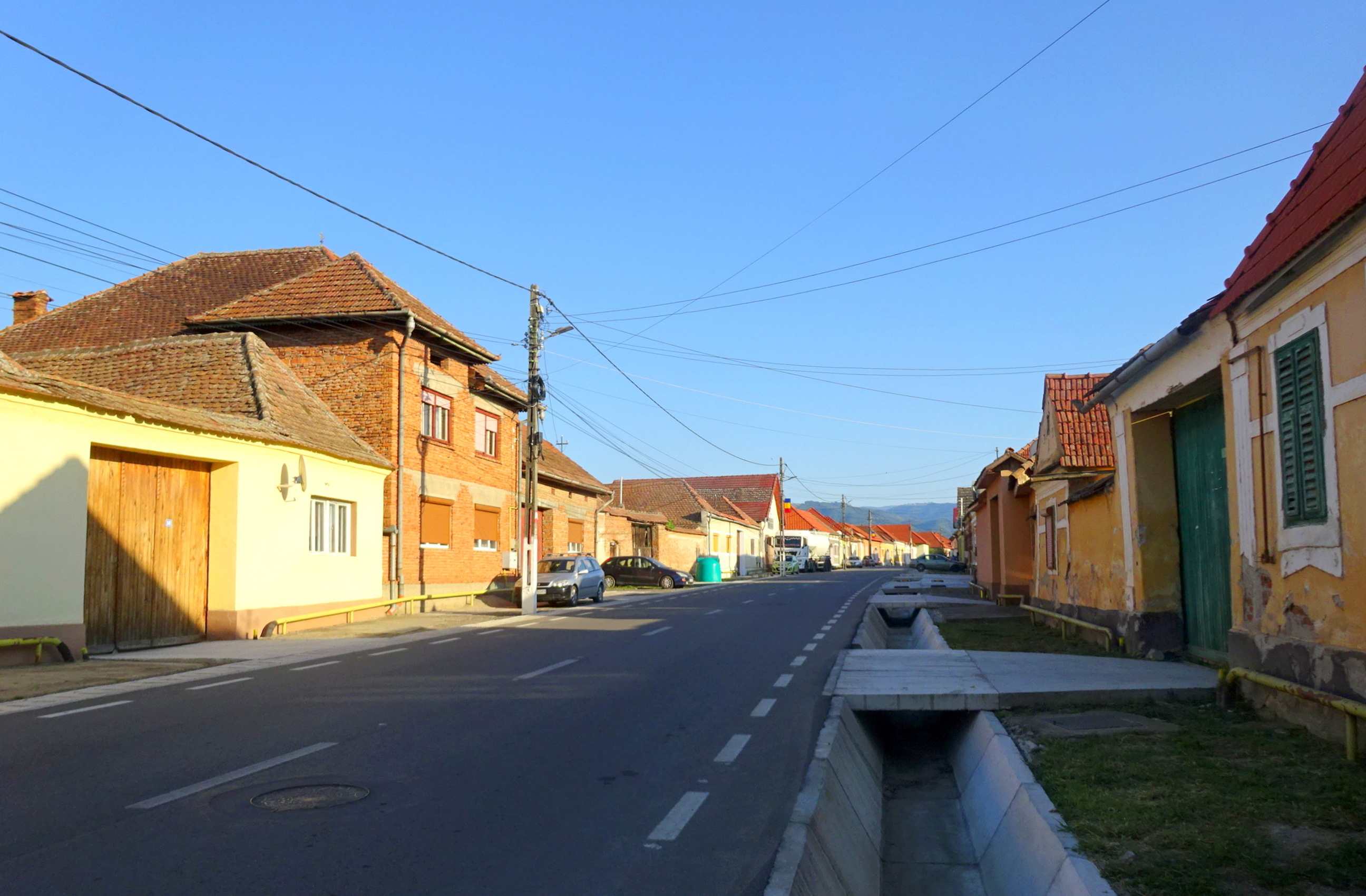
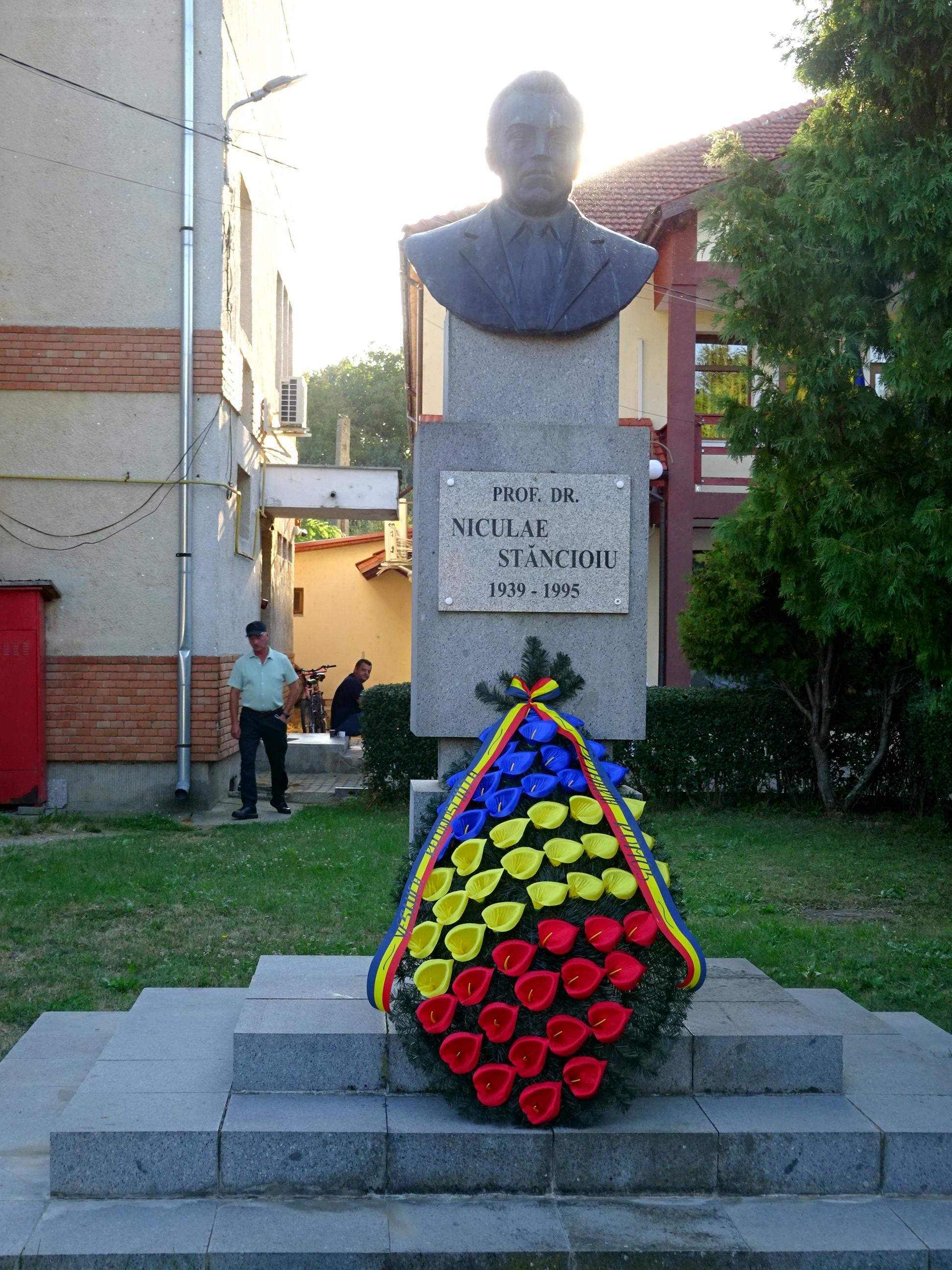
Bustul doctorului Niculae Stâncioiu
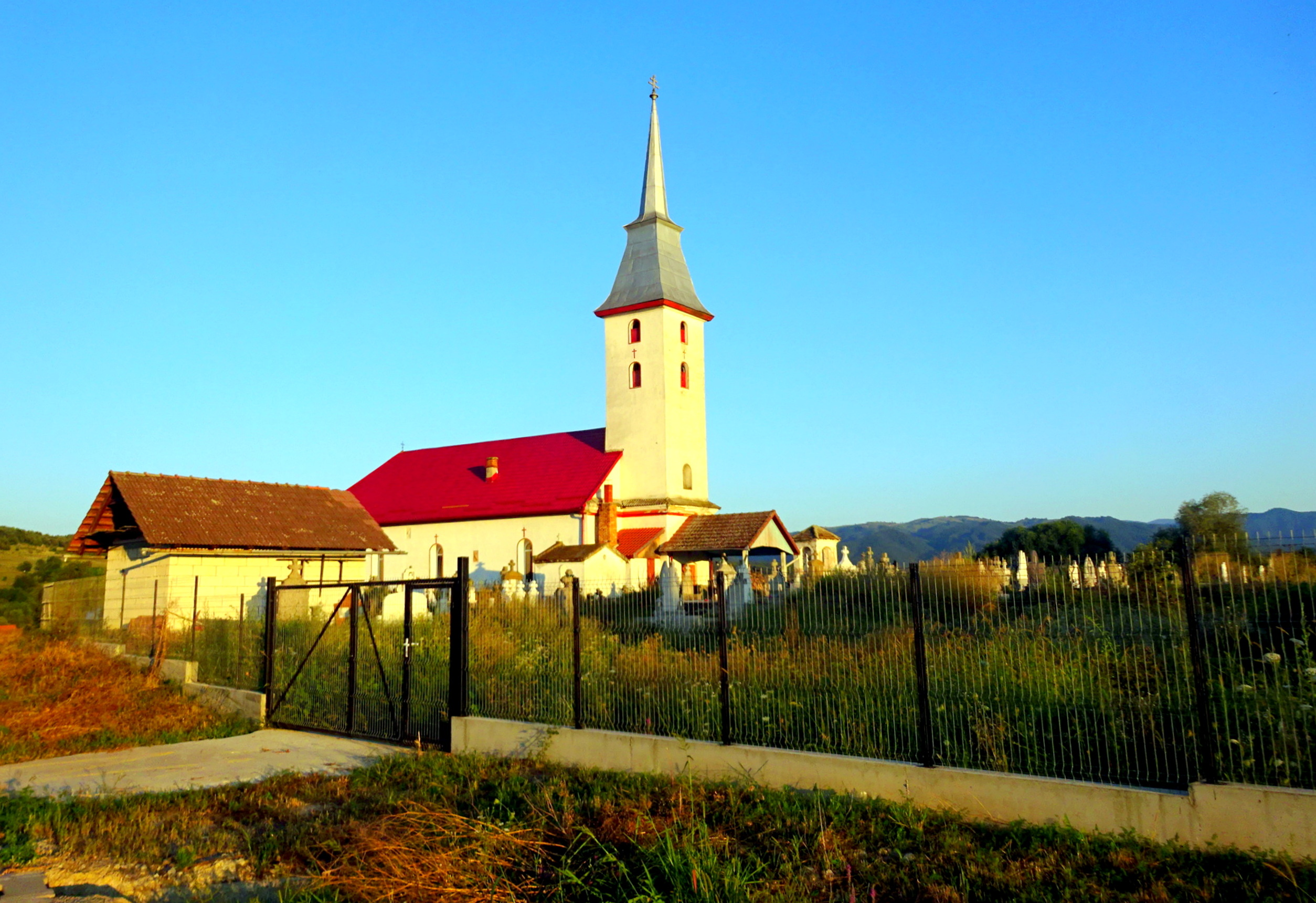
Biserica „Înălțarea Domnului” din Romos
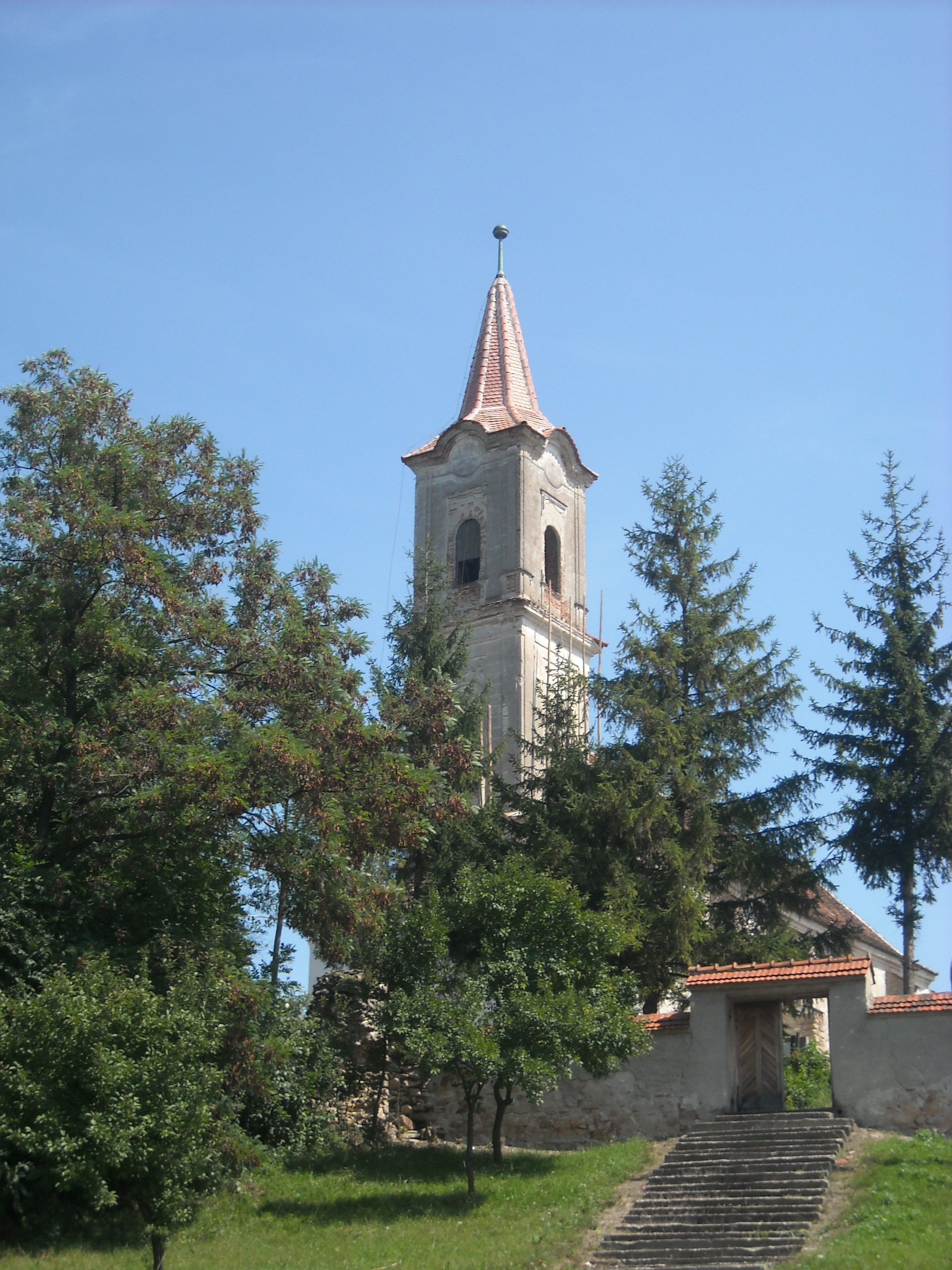
Biserica Evanghelică
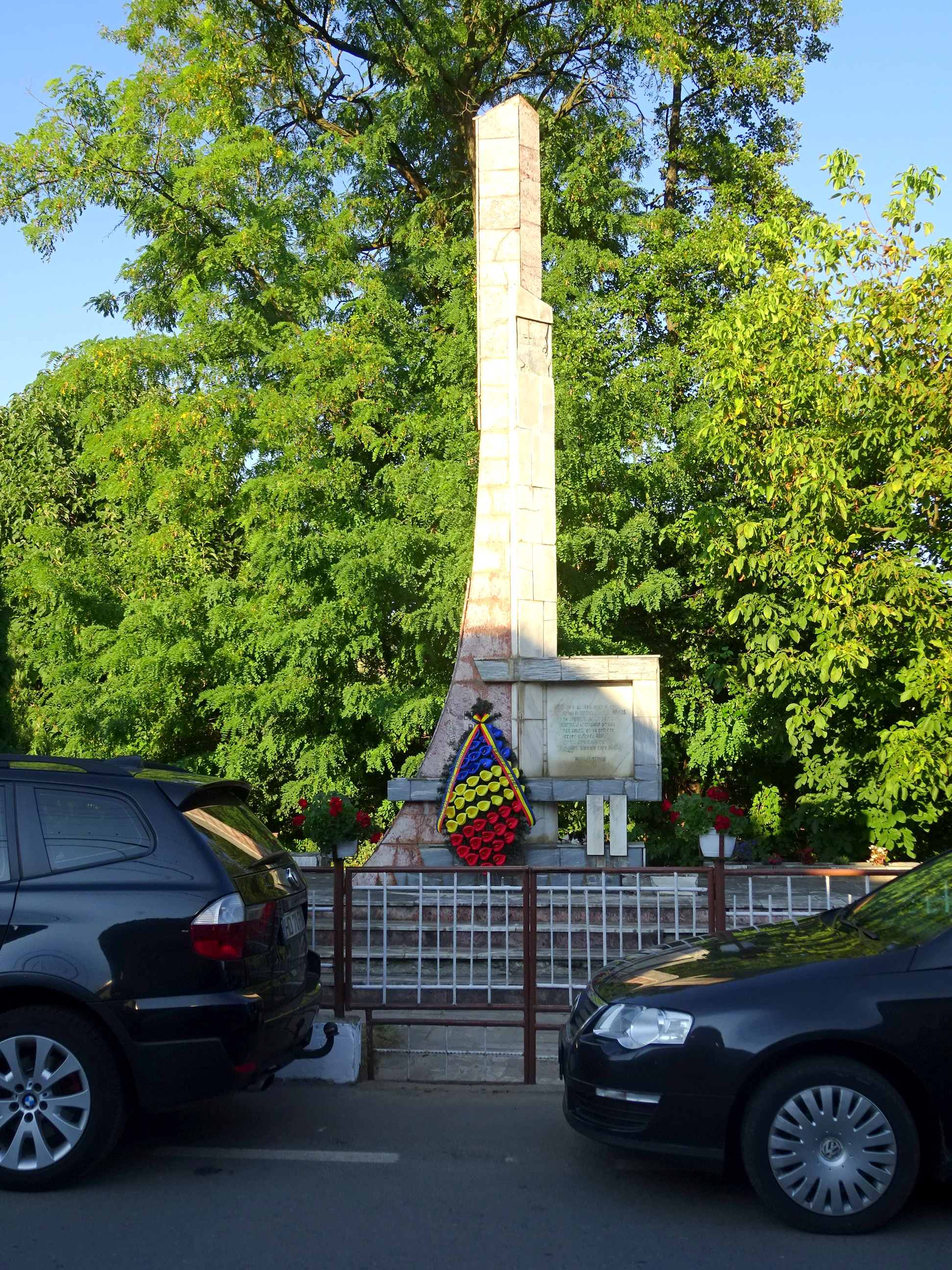
Monumentul eroilor
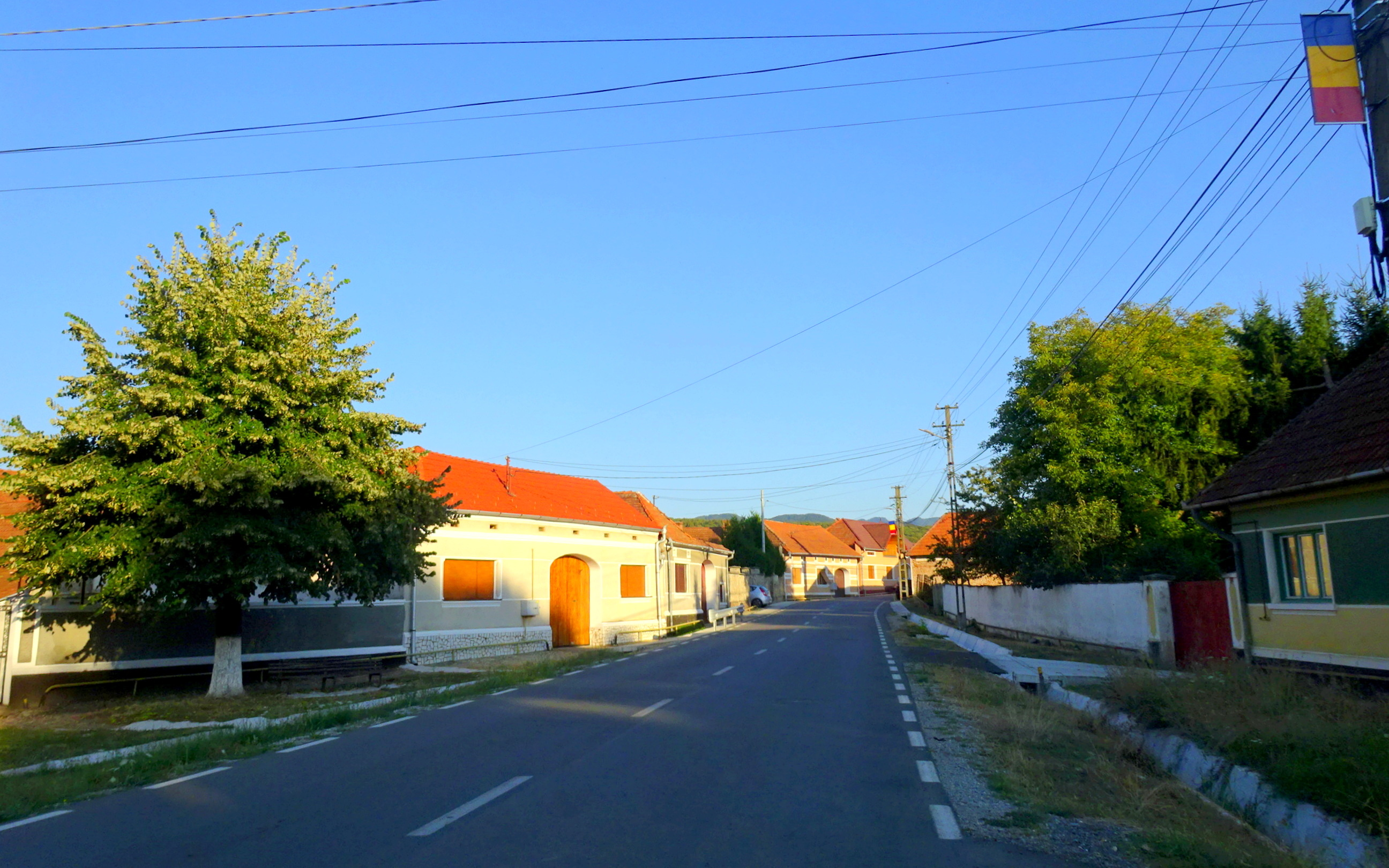
Ansamblul rural Romos (monument istoric)
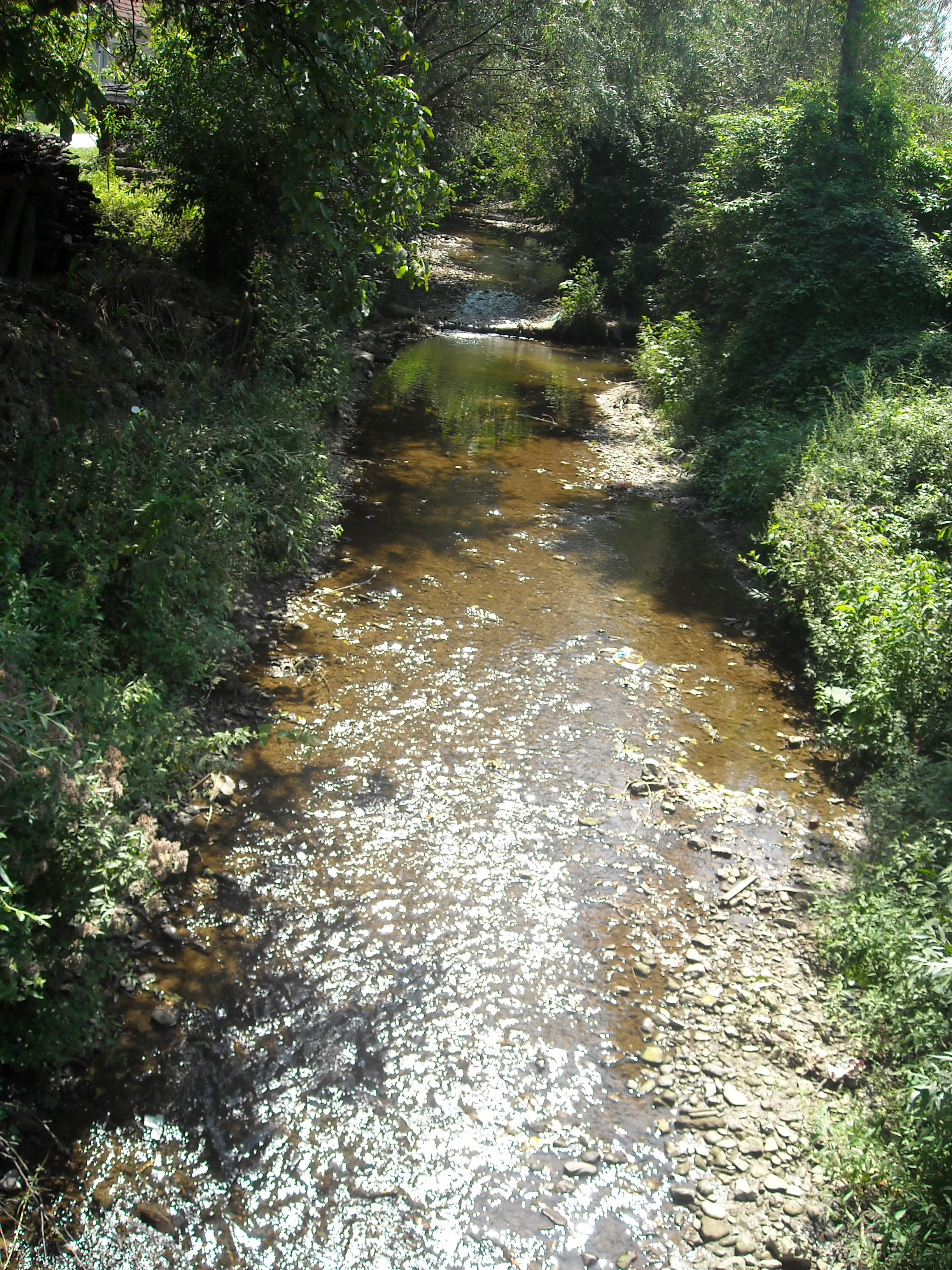
Râul Romos
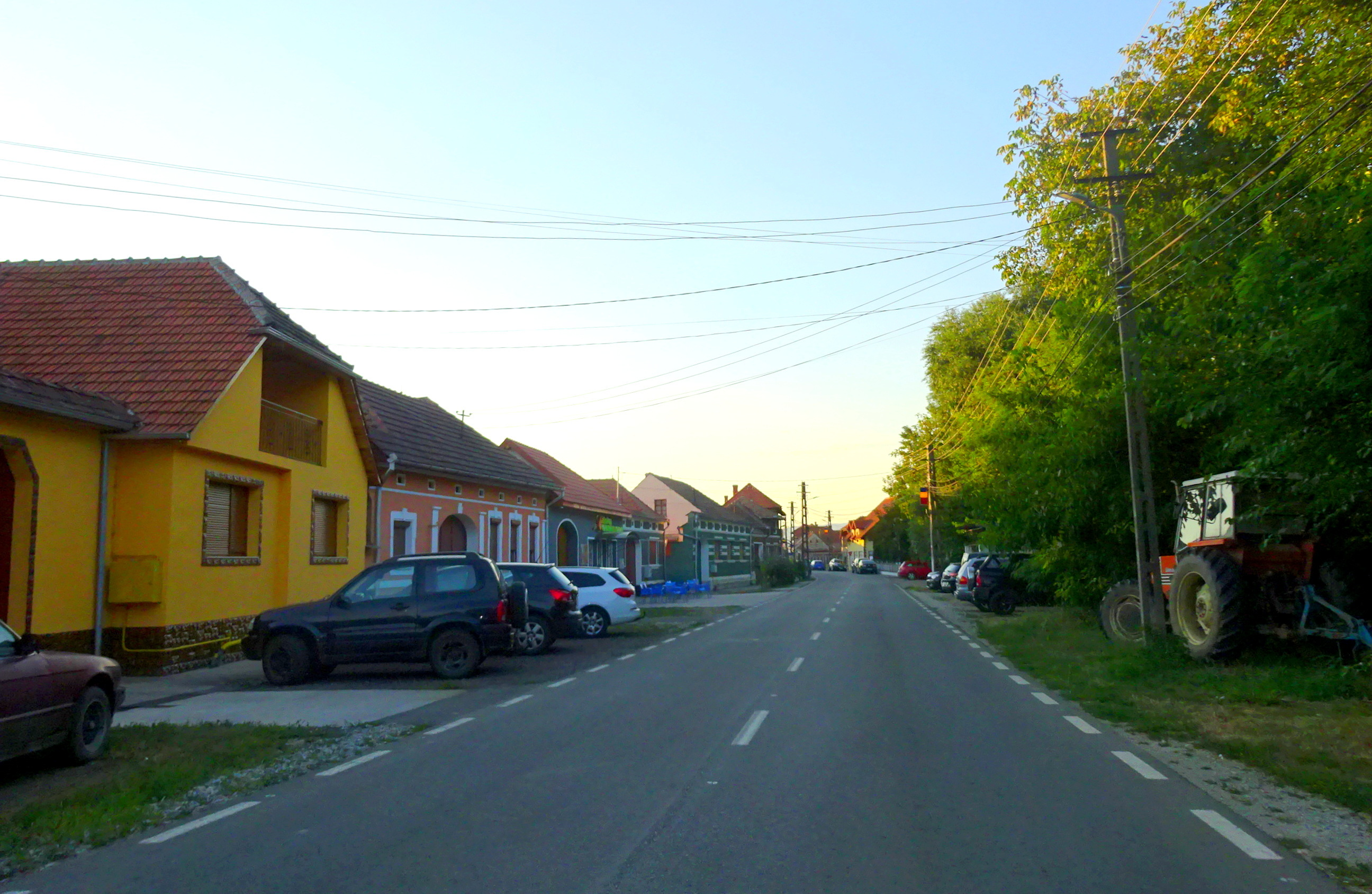
Ansamblul rural Romos (monument istoric)